# Arthur Grenfell Wauchope
Sir Arthur Grenfell Wauchope (Edimburgo, 1º marzo 1874 – Londra, 14 settembre 1947) è stato un militare britannico, Alto Commissario per la Palestina e la Transgiordania dal 20 novembre 1931 al 1º marzo 1938.

## Biografia

### Carriera militare
Istruito alla Repton School, Wauchope entrò nell'esercito nel 1893, facendo parte degli Argyll and Sutherland Highlanders. Nel gennaio del 1896 fu trasferito al 2º battaglione della Black Watch.
Servì durante la seconda guerra boera dal 1899, prendendo parte alle operazioni nella Colonia del Capo a sud del fiume Orange. Le forze britanniche che avanzarono verso nord per soccorrere la città di Kimberley, assediata dai boeri, incontrarono una forte opposizione durante la battaglia di Magersfontein l'11 dicembre 1899. Wauchope fu gravemente ferito in battaglia, e fu successivamente menzionato nei dispacci e nominato Compagno del Distinguished Service Order per i suoi servigi.
Nell'aprile del 1902 si distaccò dall'esercito in quanto venne nominato aiutante di campo di Walter Hely-Hutchinson, governatore e comandante in capo della Colonia del Capo.
Servì durante la prima guerra mondiale da comandante del 2º battaglione della Black Watch in Francia e in Mesopotamia. Al termine della guerra entrò nella 2nd Silesian Brigade, parte della British Upper Silesian Force, in Germania. Divenne membro militare di una delegazione in Australia e Nuova Zelanda nel 1923 e successivamente capo della sezione britannica della Commissione militare interalleata per il controllo di Berlino nel 1924. Fu nominato General Officer Commanding della 44th (Home Counties) Division nel 1927 e del Northern Ireland District nel 1929.
Il suo ultimo incarico fu la nomina ad alto commissario e comandante in capo per Palestina e Transgiordania nel 1931. L'amministrazione Wauchope fu generalmente favorevole alle aspirazioni sioniste. Dal 1941 l'ex capo dell'ufficio immigrazione nella Palestina britannica, Albert Montefiore Hyamson, scrisse nel suo libro Palestine: A Policy, che «i primi quattro anni del mandato di Wauchope furono il periodo d'oro della storia sionista in Palestina». Non solo l'immigrazione ebraica in Palestina triplicò (il numero di ebrei passò da 174 606 a 329 358), ma aumentò anche il numero di terreni di proprietà ebraica, caratterizzando un periodo di grande espansione economica. Wauchope inoltre promosse l'elaborazione di schemi di ingegneria civile e la costruzione di opere pubbliche, ma fu considerato troppo permissivo durante le fasi iniziali della grande rivolta araba. Andò in pensione nel 1938.